# Bătălia de la Sedgemoor
Bătălia de la Sedgemoor s-a desfășurat pe 6 iulie 1685 (16 iulie în Calendarul gregorian) la Westonzoyland, lângă Bridgwater în Somerset. A fost sfârșitul Rebeliunii lui Monmouth și a avut loc în urma unei serii de hărțuieli între forțele lui James Scott, I Duce de Monmouth și forțele loiale regelui Iacob al II-lea al Angliei. Bătălia s-a terminat cu victoria trupelor regale și capturarea lui Monmouth care a fost condamnat la moarte și executat. Mulți dintre susținătorii lui Monmouth au fost executați sau deportați.

## Context
La puțin timp după urcarea sa pe tron, Iacob al II-lea al Angliei a fost nevoit să se confrunte cu o rebeliune care a devenit cunoscută cu numele de rebeliunea lui Monmouth. James Scott, I Duce de Monmouth era fiul nelegitim al regelui decedat Carol al II-lea al Angliei și al amantei sale Lucy Walter. Iacob al II-lea, catolic nu se bucura de popularitate în rândurile protestanților. Mulți dintre membri partidului Whyg se aflau în exil la Haga în urma eșecului complotului destinat să-i asasineze pe Carol al II-lea și pe Iacob, fratele său și moștenitorul său la tron. Printre aceștia se afla și Ducele de Monmouth, care se considera succesorul lui Carol al II-lea și dorea să-l detroneze pe unchiul său Iacob. 
După debarcarea lui Monmouth la Lyme Regis în Dorset, au avut loc o serie de marșuri și hărțuieli între trupele rebele nepreparate ale Ducelui de Monmouth și trupele regale. Până la urmă armata prost echipată și nepregătită a lui Monmouth a fost împinsă înapoi în Somerset, fiind încercuită pe 3 iulie la Bridgwater. Armata sa alcătuită din aproximativ 3500 de oameni, din care cea mai mare parte erau nonconformiști și țărani înarmați cu furci și topoare, a primit ordin să fortifice orașul. 

## Bătălia
Trupele regaliste se aflau sub comanda lui Louis Duras, al II-lea conte de Feversham și a lui John Churchill.

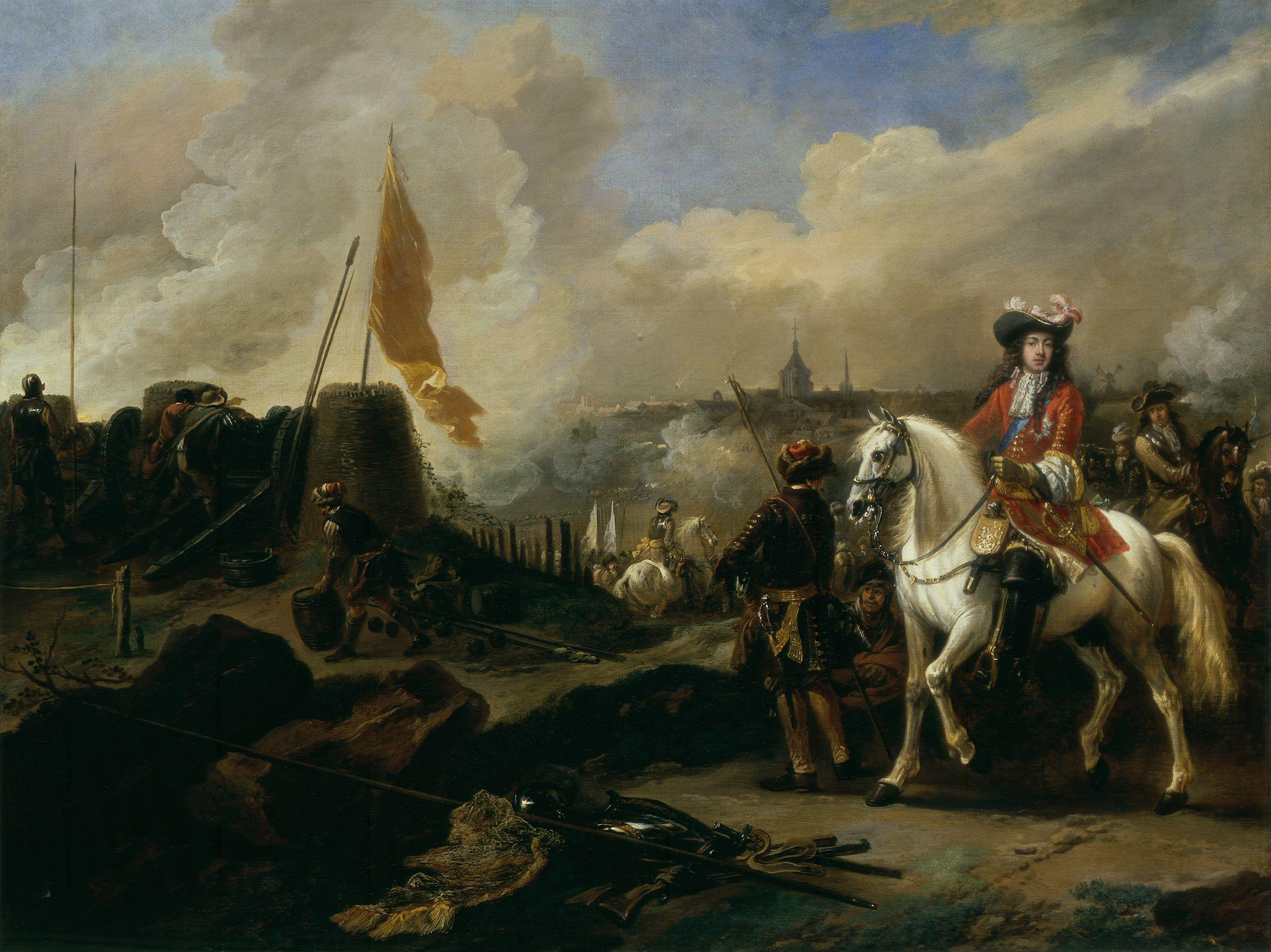
Ducele de Monmoth, liderul rebelilor

Armata regelui, compusă din aproximativ 3000 de soldați, avea tabăra la Westonzoyland, lângă Rin.
Încolțit, în timpul nopții de 6 iulie, într-o ultimă încercare disperată, Monmouth a încercat un atac surpriză în zona mlaștinilor din Sedgemoor. Dar strategia îndrăzneață a rebelilor a fost descoperită înainte de sosirea în tabăra trupelor regale, datorită unui foc de armă pornit accidental. Cu elementul surpriză pierdut, orice șansă de victorie a dispărut. O patrulă a plecat la galop pentru a raporta faptul Contelui de Feversham. În bătălia care a urmat forțele regale au respins fără dificultate trupele rebele. Trupele neexperimentate ale Ducelui de Monmouth au căzut cu sutele în bătaia focului armelor inamice. Armata lui Monmouth a fost distrusă în totalitate.

## Capturarea și consecințele
Monmouth, deghizat în țăran a reușit să scape și s-a îndrepta spre sud. Dar a fost capturat la Ringwood în Hampshire, obosit și înfometat. A fost dus la Londra unde a fost închis în Turnul Londrei și condamnat la moarte pentru trădare. În ciuda faptului că a cerșit milă unchiului său a fost decapitat.

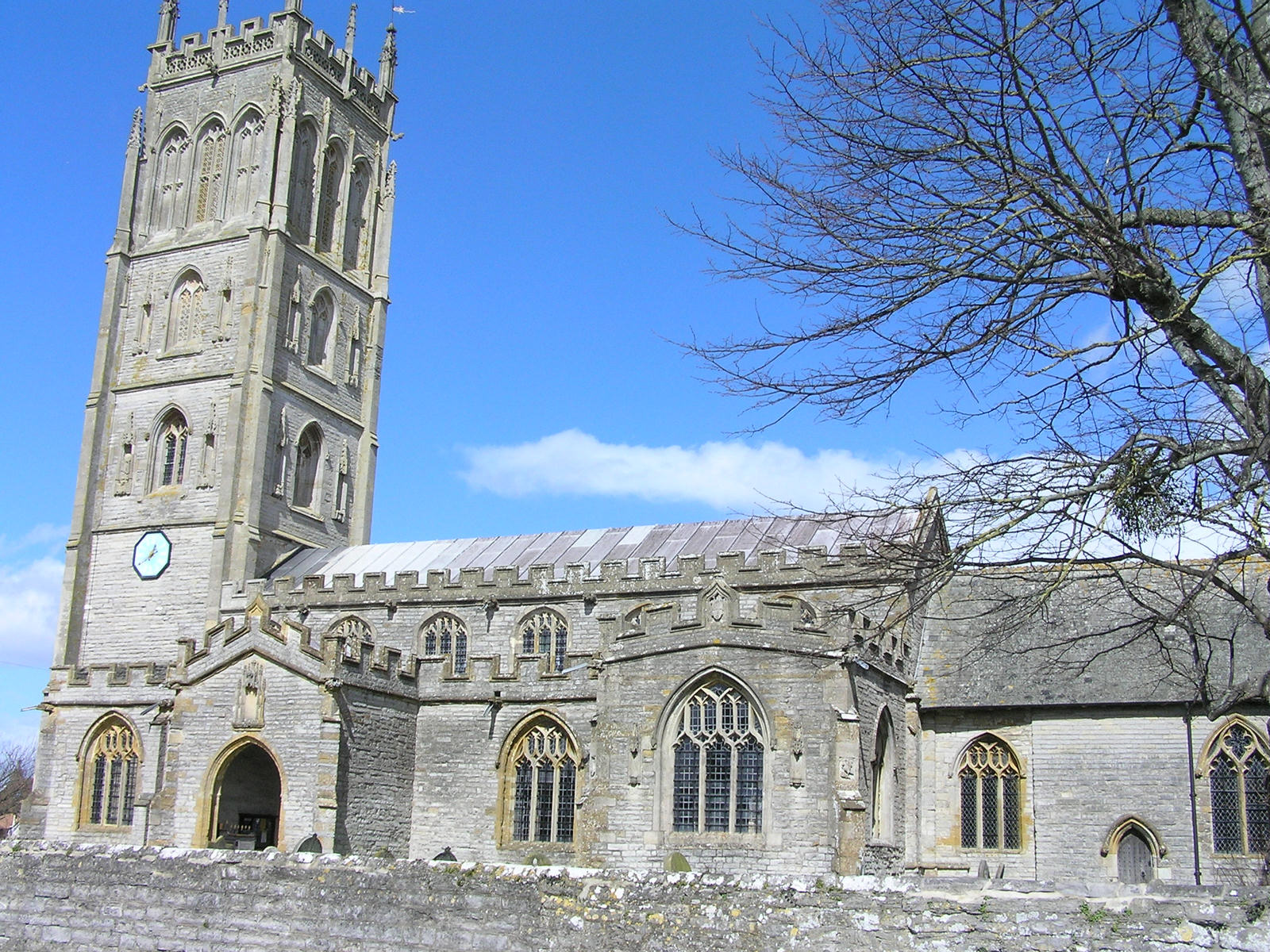
Biserica Sf. Maria din Westonzoyland

După bătălie au fost capturați aproximativ 500 de rebeli și au fost închiși în biserica Sf. Maria din Westonzoyland. Alții au fost vânați și împușcați în tranșeele în care se ascundeau. Cei mai mulți au fost spânzurați în spânzurătorile construite de-a lungul drumului. Aproximativ 1300 de persoane au fost judecate și condamnate la deportare în Indiile de Vest sau executate. Printre cei judecați se afla și tânărul Daniel Foe, cunoscut mai târziu cu pseudonimul Daniel Defoe (mai târziu autorului cunoscutului roman Robinson Crusoe), care participase la luptă și rebeliune. A fost condamnat de judecătorul George Jeffreys și a pierdut o mare parte a averii sale.
Contele de Feversham a fost făcut Cavaler al Ordinului Jartierei, Churchill general-maior, iar Henry Shires a devenit cavaler. Soldații armatei regale care luaseră parte la bătălie, au fost răsplătiți cu sume cuprinse între 5 și 80 de lire sterline. Mulți dintre răniți au fost tratați în noul spital Royal Hospital Chelsea.
Iacob al II-lea a fost detronat trei ani mai târziu printr-o lovitură de stat în timpul Revoluției Glorioase.